# Java Agent Development Framework
JADE (Java Agent Development Framework) ist eine quelloffene Middleware für den Betrieb von agenten-basierten Peer-to-Peer-Anwendungen. Das Framework ist in Java geschrieben und wird von der Universität Parma entwickelt.
JADE folgt dem FIPA-Standard (Foundation for Intelligent Physical Agents) und ist mit der mobilen Java-Umgebung J2ME-CLDC MIDP 1.0 kompatibel. Dadurch ist das Framework auf verschiedensten Plattformen und insbesondere auf mobilen Geräten lauffähig.
Neben dem Framework für die Ausführung der Agenten verfügt JADE über graphische Werkzeuge für das Debugging und Deployment von Agenten, sowie über eine Remoteanwendung für die Konfiguration. JADE-Agenten können die Konfigurationen zur Laufzeit ändern und sogar auf eine andere Maschine verschoben werden.
JADE wird von der Telecom Italia unter der LGPL vertrieben.